# Doomsword (album)
DoomSword è il primo album dell'omonima band italiana, pubblicato il 9 marzo 1999 dall'etichetta Underground Symphony.

## Il disco
La registrazione del disco di esordio, che contiene una nuova versione di quattro canzoni già presenti nel demo del 1997, è avvenuta negli studi di Gallarate l'estate precedente alla pubblicazione.
Per l'occasione la band si è avvalsa della collaborazione di Gabriele Grilli, accreditato con lo pseudonimo di Nightcomer, che ha registrato le parti vocali insieme a Deathmaster.

L'album è uscito in CD in due differenti versioni, standard in jewel case e in edizione limitata in digipack con copertina in pelle, e in vinile. La distribuzione in Italia è avvenuta tramite 99th Floor. La sesta traccia è una cover della canzone Nadsokor dei Cirith Ungol ri-arrangiata da Guardian Angel e Deathmaster.

## Il libretto
Il libretto del CD contiene un'immagine a fianco ad ogni testo e si apre con la frase Our fate is written: swords and shield born to die on the battlefield estrapolata della seconda traccia intitolata Warbringers. Il dipinto di fianco al testo della canzone Sacred Metal è un'opera del pittore norvegese Peter Nicolai Arbo intitolata Olav Haraldsson i bønn før Stiklestad-slaget ed è stata utilizzata anche per la copertina dell'album successivo. La copertina dell'album è un dipinto di Johann Heinrich Füssli chiamato La lotta di Thor con il serpente del Midgard.

## Le sonorità
Le composizioni, dall'incedere lento in un'atmosfera oscura, richiamano alla mente i primi Warlord e i Candlemass e il timbro vocale, vibrante e lirico, di Nightcomer, ricorda proprio quello di Messiah Marcolin. La voce di Deathmaster, presente all'inizio della prima traccia e solo in qualche altra occasione, è invece più profonda ed evocativa.

Le canzoni, come tipico dell'heavy metal, contengono uno o più assoli di chitarra e nel caso di Return to Imrryr e Nadsokor sono eseguiti da Gianluca Ferro.

## Le influenze
I testi traggono ispirazione dalla tradizione norrena, dal Signore degli Anelli di Tolkien e dalla saga di Elric di Melniboné di Michael Moorcock. A livello musicale, come riportato nel libretto del CD, come fonte di ispirazione vengono citati gli album: Epicus Doomicus Metallicus dei Candlemass, Deliver Us dei Warlord, Medieval Steel dell'omonima band, Battle Cry degli Omen, Into Glory Ride dei Manowar, Crystal Logic dei Manilla Road, Too Late to Pray dei Tyrant, Hammerheart dei Bathory, Irae Melanox degli Adramelch, Fifth Angel del gruppo omonimo, Tyr dei Black Sabbath, Freedom's Rise dei Liege Lord e One Foot in Hell dei Cirith Ungol.

## Le critica
Il disco d'esordio dei DoomSword è stato accolto in maniera positiva da alcune riviste e alcuni siti specializzati italiani, che lo hanno annoverato tra gli album delle più celebri band epic e doom metal.

## Tracce
Testi e musiche di Deathmaster eccetto dove indicato.
1. Sacred Metal – 6:16 – assolo di Deathmaster
2. Warbringers – 6:33 (Deathmaster, Guardian Angel) – assolo di Guardian Angel, chitarra acustica Alex Festa
3. Helms Deep – 7:17
4. One Eyed God – 4:37 – assolo di Guardian Angel
5. Return to Imrryr – 5:06 – assolo di Gianluca Ferro
6. Nadsokor (cover dei Cirith Ungol) – 4:50 – assolo di Gianluca Ferro
7. Swords of Doom – 6:34 (Deathmaster, Guardian Angel) – assoli di Paco Trotta e Alex Festa
8. On the March – 6:13 – assolo di Deathmaster

## Formazione
- Nightcomer - voce
- Deathmaster - chitarra, voce
- Dark Omen - basso
- Guardian Angel - batteria, chitarra